# SolidWorks
SolidWorks je programski paket za računalniško podprto konstruiranje in inženirske analize. Uporablja se tudi pri enostavnejših simulacijah in inženirskih analizah. V osnovi zajema 3D modelirnik, modul za sestavljanje in modul za izdelavo tehniške dokumentacije. Z mnogimi dodatki je uporaben na različnih tehniških področjih: strojništvo, elektrotehnika, lesarstvo, itd. 
SolidWorks je zmogljiv in enostaven programski paket. Čeprav ga po zmogljivosti pogosto prekašajo programski paketi kot so Catia, Unigraphics in Pro/ENGINEER, je zaradi relativno enostavne uporabe zelo priljubljen.
SolidWorks razvija podjetje SolidWorks Corporation, teče pa na operacijskem sistemu Microsoft Windows. Program je bil eden izmed prvih CAD programov, ki je bil zasnovan za ta operacijski sistem. Prva različica je bila predstavljena leta 1993. Podjetje je od leta 1997 v lasti podjetja Dassault Systemes.